# Arhbarita
L'arhbarita és un mineral de la classe dels fosfats. Va rebre el seu nom per K. Schmetzer, Gerd Tremmel i Olaf Medenbach l'any 1982 per la mina Aghbar, a Bou Azzer (Marroc), on va ser descoberta.

## Característiques
L'arhbarita és un arsenat de coure i magnesi, de fórmula química Cu₂Mg(AsO₄)(OH)₃. Cristal·litza en el sistema triclínic formant cristalls individuals en forma d'agulla, o agregats esferulítics irregulars de fins a 0,5mm.
Segons la classificació de Nickel-Strunz, l'arhbarita pertany a «08.BE: Fosfats, etc. amb anions addicionals, sense H₂O, només amb cations de mida mitjana, (OH, etc.):RO₄ > 2:1» juntament amb els següents minerals: augelita, grattarolaita, cornetita, clinoclasa, gilmarita, allactita, flinkita, raadeita, argandita, clorofoenicita, magnesioclorofoenicita, gerdtremmelita, dixenita, hematolita, kraisslita, mcgovernita, arakiita, turtmannita, carlfrancisita, synadelfita, holdenita, kolicita, sabelliita, jarosewichita, theisita, coparsita i waterhouseïta.

## Formació i jaciments
És un mineral secundari rar que es troba en dipòsits hidrotermals polimetàl·lics. Sol trobar-se associada a altres minerals com: dolomita, hematites, löllingita, farmacolita, eritrita, talc, mcguinnessita, crisocol·la, brochantita, olivenita o iodargirita. Va ser descoberta l'any 1982 a la mina Aghbar, al districte de Bou Azer, a la Província d'Ouarzazate (Souss-Massa-Draâ, Marroc). També se n'ha trobat a les mines El Guanaco i Emma Luisa, ambdues a la regió d'Antofagasta (Xile).